# Maria Generosa Bolz
Maria Generosa Bolz (ur. 26 maja 1902 w Lęgajny, zm. 9 maja 1945 w Olsztynie) – prefeska wieczysta Zgromadzenia Sióstr św. Katarzyny, Sługa Boża Kościoła katolickiego.

## Życiorys
Urodziła się we wsi Lęgajny jako córka Józefa i Karoliny z Wróblewskich. Na chrzcie otrzymała imię Maria. Rodzina utrzymywała się z pracy na roli. Po śmierci matki w 1925 roku postanowiła wstąpić do Zgromadzenia sióstr św. Katarzyny w Braniewie. W okresie postulatu została wysłana do szkoły pielęgniarskiej w Królewcu. Praktyki odbywała w Szpitalu św. Katarzyny, a dwa lata później otrzymała dyplom państwowy. W 1927 roku rozpoczęła nowicjat, gdzie otrzymała imię zakonne Generosa. Po odbyciu nowicjatu i pierwszych ślubach zakonnych została skierowana do szpitala w Królewcu. Śluby wieczyste złożyła w 1934 roku. Swoją pracę kontynuowała w szpitalu w szpitala św. Jerzego w Pieniężnie, a od 1941 w Szpitalu Mariackim w Olsztynie. W styczniu 1945 roku stoczyła nierówną walkę o swoją godność. Została zawleczona na poddasze szpitalne i uwięziona w małym pokoju, gdzie była wielokrotnie gwałcona i bita. Oprawcy zapomnieli o swojej ofierze, a ta, aby przeżyć, gasiła pragnienie szronem z okiennej deski. Po kilku dniach pobytu w samotności i nawoływaniu pomocy została uwolniona przez przypadkowe osoby. Jako jedna z niewielu ocalałych organizowała pochówki pomordowanych pacjentów, sióstr i świeckich pielęgniarek. Wraz z doktorem Jakubem Laufenbergiem przygotowała pomieszczenia dla chorych na tyfus. Mimo doznanych upokorzeń udała się do rosyjskiego komendanta z prośbą o udzielenie małemu oddziałowi szpitalnemu pomocy i wsparcia. Ukrywała przed ludźmi ból i cierpienie, a jej stan zdrowia pogarszał się z każdym dniem.
Zmarła dnia 9 maja 1945 roku prawdopodobnie z powodu powikłań po gwałtach i biciu. Spoczęła na cmentarzu dla pacjentów Szpitala Mariackiego obok zamordowanych sióstr: Krzysztofy Klomfass i Liberii Domnick.

## Proces beatyfikacyjny

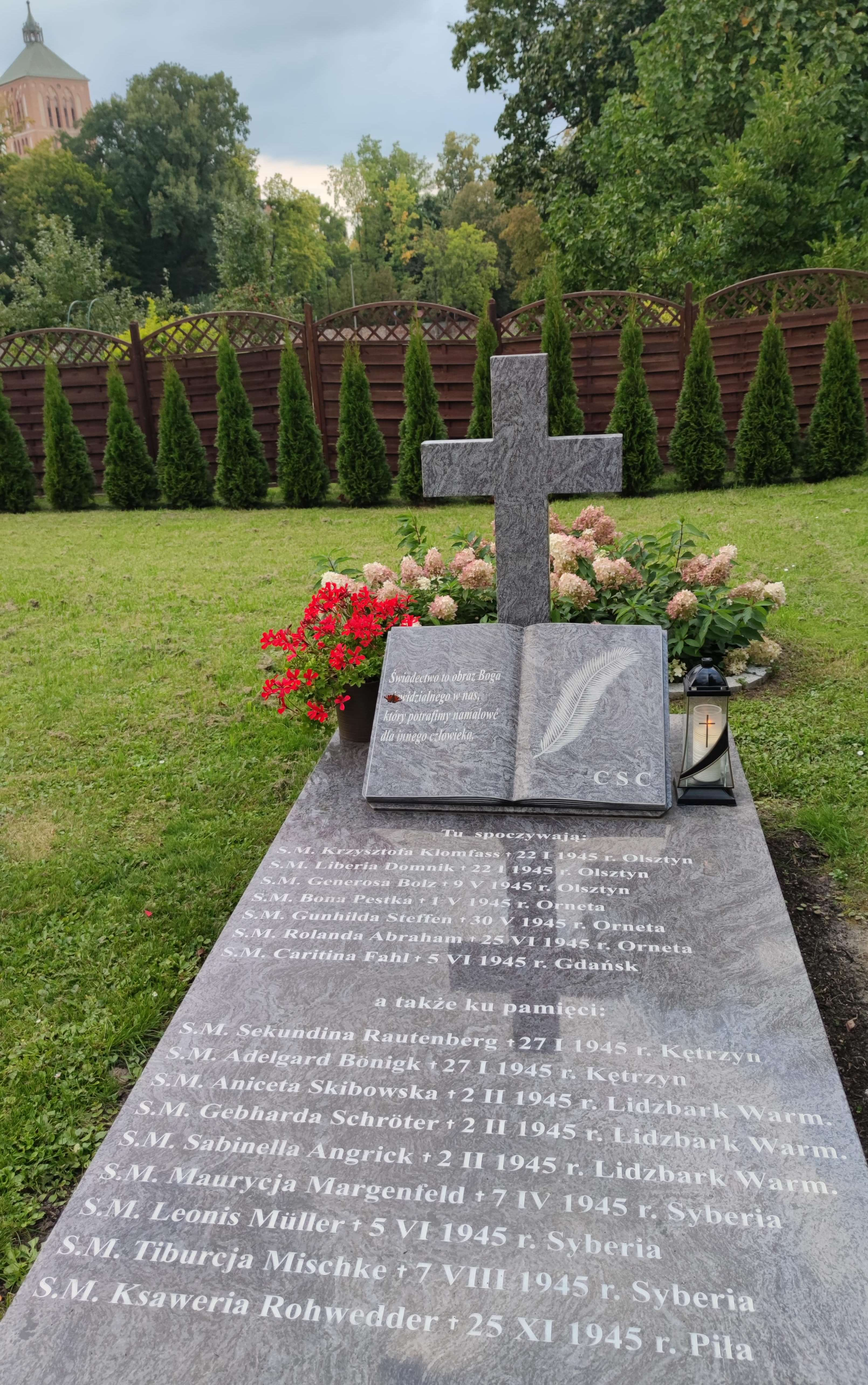
Zbiorowy grób Służebnicy Bożej oraz Błogosławionych s. Krzysztofy Klomfass i XIV towarzyszek na cmentarzu w Braniewie

8 grudnia 2004 roku w Braniewie rozpoczęto proces beatyfikacyjny s. Krzysztofy Klomfass i XV towarzyszek. Postulatorem procesu została, z ramienia Zgromadzenia, s. Józefa Krause. Trybunał w składzie: bp Julian Wojtkowski (delegat biskupa), ks. Lucjan Świto (promotor), Brygida Neumann i Gaudencja Zwolak (notariusze). Komisja historyczna pracowała pod kierunkiem ks. prof. Andrzeja Kopiczki.
9 grudnia 2005 roku zamknięto proces beatyfikacyjny na terenie Archidiecezji Warmińskiej i dokumentację przekazano do Watykanu.

### Zmiana procedury procesowej
Decyzją konsultorów teologicznych we wrześniu 2023 r. po analizie "Pozycji o męczeństwie Sług Bożych S. Marii Krzysztofy Klomfass i XV towarzyszek" z procesu grupowego wyłączono s. Marię Generose Bolz i przekierowano jej proces beatyfikacyjny na orzeczenie o heroiczności cnót oraz kultu jako wyznawczyni. Teologowie nie dopatrzyli się w jej życiorysie znamion męczeństwa. Obecnie proces s. Generosy Bolz jest prowadzony indywidualnie. Proces zbiorowy sióstr katarzynek nosi obecnie nazwę "Męczeństwo s. Krzysztofy Klomfass i XIV towarzyszek".

## Ekshumacja
W dniach 19–30 października 2020 na splantowanym cmentarzu Mariackim w Olsztynie przy dawnym szpitalu odnaleziono mogiły s. Krzysztofy Klomfass, s. Liberii Domnick oraz s. Generosy Bolz. Z terenu byłego cmentarza podjęto również szczątki zmarłych tam wcześniej sióstr katarzynek (s. Angrick +1916, s. Enge +1917, s. Seidel +1927 oraz nowicjuszki Behlau +1923). Szczątki wszystkich spoczęły w zbiorowej mogile na cmentarzu sióstr katarzynek przy klasztorze w Braniewie.
Prace ekshumacyjne nadzorował Instytut Pamięci Narodowej. Szczątki zostały przebadane w Instytucie antropologicznym przy Zakładzie Medycyny Sądowej w Gdańsku. Z ramienia Zgromadzenia w ekshumacjach uczestniczyły s. Angela Krupińska oraz s. Patrycja Paśko.
Szczątki Służebnicy Bożej spoczęły w specjalnie przygotowanym grobowcu na cmentarzu zakonnym przy klasztorze Regina Coeli w Braniewie.